# Фінал кубка Англії з футболу 1954
Фінал кубка Англії з футболу 1954 — 73-й фінал найстарішого футбольного кубка у світі. Учасниками фіналу були «Вест-Бромвіч Альбіон» і «Престон Норт-Енд». Володарем кубкового трофею став «Вест-Бромвіч Альбіон».

## Шлях до фіналу
| «Вест-Бромвіч Альбіон» | «Вест-Бромвіч Альбіон» | «Вест-Бромвіч Альбіон»   | Раунд           | «Престон Норт-Енд» | «Престон Норт-Енд» | «Престон Норт-Енд»                                                               |
| ---------------------- | ---------------------- | ------------------------ | --------------- | ------------------ | ------------------ | -------------------------------------------------------------------------------- |
| Суперник               | Результат              | Матчі                    |                 | Суперник           | Результат          | Матчі                                                                            |
| «Челсі»                | 1—0                    | 1—0 вдома                | Третій раунд    | «Дербі Каунті»     | 2—0                | 2—0 на виїзді                                                                    |
| «Ротергем Юнайтед»     | 4—0                    | 4—0 вдома                | Четвертий раунд | «Лінкольн Сіті»    | 2—0                | 2—0 на виїзді                                                                    |
| «Ньюкасл Юнайтед»      | 3—2                    | 3—2 вдома                | П'ятий раунд    | «Іпсвіч Таун»      | 6—1                | 6—1 вдома                                                                        |
| «Тоттенгем Готспур»    | 3—0                    | 3—0 вдома                | Шостий раунд    | «Лестер Сіті»      | 6—4                | 1—1 на виїзді, 2—2 вдома (перегравання), 3—1 на нейтральному полі (перегравання) |
| «Порт Вейл»            | 2—1                    | 2—1 на нейтральному полі | 1/2 фіналу      | «Шеффілд Венсдей»  | 2—0                | 2—0 на нейтральному полі                                                         |

## Матч
| 1 травня 1954 |

| Вест-Бромвіч Альбіон              | 3:2      | Престон Норт-Енд        |
| --------------------------------- | -------- | ----------------------- |
| Аллен 21', 63' (пен.) Гріффін 87' | Протокол | Моррісон 35' Веймен 51' |

| Вемблі, Лондон Глядачів: 100 000 Арбітр: Артур Луті |

|  |  |

|                  |  |                 |  |
|                  |  |                 |  |
| В                |  | Джиммі Сандерс  |  |
| З                |  | Лен Мілдард (к) |  |
| З                |  | Джо Кеннеді     |  |
| ПЗ               |  | Рей Барлоу      |  |
| ПЗ               |  | Джиммі Дагдейл  |  |
| ПЗ               |  | Джиммі Дадлі    |  |
| Н                |  | Джордж Лі       |  |
| Н                |  | Джиммі Ніколс   |  |
| Н                |  | Ронні Аллен     |  |
| Н                |  | Рег Раян        |  |
| Н                |  | Френк Гріффін   |  |
| Головний тренер: |  |                 |  |
| Вік Бакінгем     |  |                 |  |

|                  |  |                 |  |
|                  |  |                 |  |
| В                |  | Джордж Томпсон  |  |
| З                |  | Джо Волтон      |  |
| З                |  | Віллі Каннінгем |  |
| ПЗ               |  | Віллі Форбс     |  |
| ПЗ               |  | Джо Марстон     |  |
| ПЗ               |  | Томмі Дохерті   |  |
| Н                |  | Ангус Моррісон  |  |
| Н                |  | Джиммі Бакстер  |  |
| Н                |  | Чарлі Веймен    |  |
| Н                |  | Боббі Фостер    |  |
| Н                |  | Том Фінні       |  |
| Головний тренер: |  |                 |  |
| Скот Саймон      |  |                 |  |